# Koteka

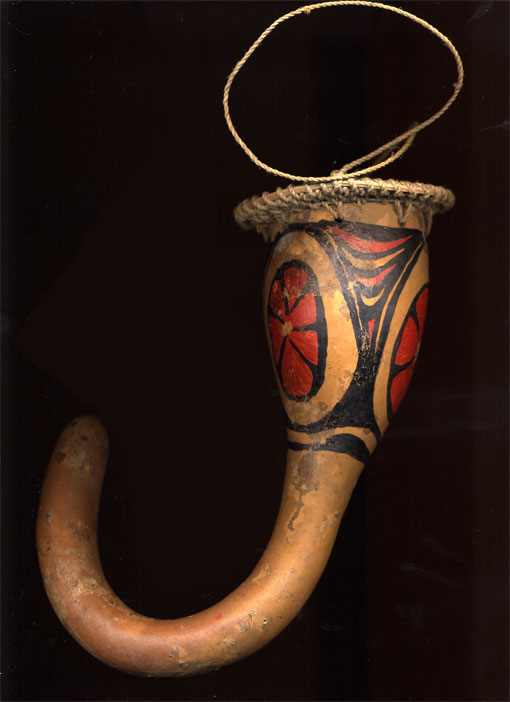
Koteka

Koteka (fallokarp, fallokrypt) – ozdobna osłona na męskie prącie, noszona tradycyjnie wśród niektórych grup etnicznych w Nowej Gwinei. Koteka sporządzana jest zwykle z wysuszonego owocu Lagenaria siceraria, ewentualnie innych gatunków jak Nepenthes mirabilis. Mocowana jest podstawą do moszny przy użyciu niewielkiej pętli. Druga pętla obwiazana jest wokół brzucha. Koteki różnych plemion różnią się od siebie; np. u przedstawicieli ludu Yali stosowane są długie, cienkie fallokarpy pomagające utrzymać plecione z rotangu spódniczki; mężczyźni z plemienia Tiom noszą podwójne koteki, a w schowku między nimi trzymają tytoń.